# Archiaustroconops szadziewskii
Archiaustroconops szadziewskii är en tvåvingeart som beskrevs av Art Borkent 2000. Archiaustroconops szadziewskii ingår i släktet Archiaustroconops och familjen svidknott.
Artens utbredningsområde är Libanon. Inga underarter finns listade i Catalogue of Life.